# Igor Akinfejev
Igor Vladimirovitsj Akinfejev (Russisch: Игорь Владимирович Акинфеев) (Vidnoje (Oblast Moskou), 8 april 1986) is een Russisch voetballer die als doelman speelt. Hij stroomde in 2003 door vanuit de jeugd van CSKA Moskou. Akinfejev was van 2004 tot en met 2018 international in het Russisch voetbalelftal en volgde in 2017 Vasili Berezoetski op als aanvoerder daarvan.

## Carrière
Akinfejev maakte zijn debuut in het profvoetbal op zeventienjarige leeftijd bij CSKA Moskou, de club waarbij hij ook jarenlang in de jeugdopleiding speelde. In zijn eerste seizoen speelde hij dertien van de dertig competitiewedstrijden. Akinfejev won in zijn eerste seizoen de Premjer-Liga. Het volgende seizoen speelde hij 26 wedstrijden en maakte een zodanige indruk dat hij als achttienjarige mocht debuteren in het Russisch voetbalelftal. De landstitel ging echter aan zijn neus voorbij; CSKA eindigde als tweede.
Het seizoen daarop ging beter: Akinfejev speelde 29 wedstrijden in de competitie, won de Russische competitie en won met CSKA de UEFA Cup. Akinfejev maakte indruk en won de Zvezda-trofee ('zvezda' betekent 'ster'), de prijs voor de beste speler in het gebied van de voormalige Sovjet-Unie. Het was de eerste keer dat een Russische club een Europese prijs won. Het daaropvolgende seizoen werd CSKA wederom kampioen en Akinfejev keepte 28 wedstrijden. In het seizoen van 2007 speelde hij negen wedstrijden alvorens hij een zware knieblessure opliep, waardoor hij de rest van het seizoen noodgedwongen aan zich voorbij moest laten gaan.
Op het wereldkampioenschap 2014 blunderde Akinfejev tijdens de eerste groepswedstrijd tegen Zuid-Korea. Hij kon de bal na een afstandsschot niet vastklampen, waarop deze in het doel rolde en Rusland 1–1 gelijkspeelde. Hij speelde de twee overige groepsduels ook, maar Rusland werd door nog een gelijkspel en verlies uitgeschakeld.
Akinfejev raakte op vrijdag 27 maart 2015 gewond aan zijn hoofd, toen hij in een EK-kwalificatiewedstrijd in en tegen Montenegro in de eerste minuut door een vuurpijl werd getroffen. Deze raakte zijn achterhoofd. Na een onderbreking van ruim een half uur bleek de Russische doelman niet meer verder te kunnen spelen. Akinfejev liep brandwonden in zijn nek en een hersenschudding op. Het EK-kwalificatieduel in Podgorica werd halverwege de tweede helft gestaakt door de Duitse scheidsrechter Deniz Aytekin. Op 21 mei 2016 werd Akinfejev opgenomen in de Russische selectie voor het Europees kampioenschap 2016 in Frankrijk. Daar werd de selectie onder leiding van bondscoach Leonid Sloetski in de groepsfase uitgeschakeld na een gelijkspel tegen Engeland (1–1) en nederlagen tegen Slowakije (1–2) en Wales (0–3). Akinfejev nam als aanvoerder in juni 2017 met gastland Rusland deel aan de FIFA Confederations Cup 2017, waar het in de groepsfase werd uitgeschakeld.
In mei 2018 werd bekendgemaakt dat Akinfejev in de definitieve selectie van bondscoach Stanislav Tsjertsjesov voor het wereldkampioenschap 2018 was opgenomen.

## Clubstatistieken
| Seizoen | Club        | Competitie   | Duels | Goals |
| ------- | ----------- | ------------ | ----- | ----- |
| 2003    | CSKA Moskou | Premjer-Liga | 13    | 0     |
| 2004    | CSKA Moskou | Premjer-Liga | 26    | 0     |
| 2005    | CSKA Moskou | Premjer-Liga | 29    | 0     |
| 2006    | CSKA Moskou | Premjer-Liga | 28    | 0     |
| 2007    | CSKA Moskou | Premjer-Liga | 10    | 0     |
| 2008    | CSKA Moskou | Premjer-Liga | 30    | 0     |
| 2009    | CSKA Moskou | Premjer-Liga | 30    | 0     |
| 2010    | CSKA Moskou | Premjer-Liga | 28    | 0     |
| 2011/12 | CSKA Moskou | Premjer-Liga | 28    | 0     |
| 2012/13 | CSKA Moskou | Premjer-Liga | 29    | 0     |
| 2013/14 | CSKA Moskou | Premjer-Liga | 29    | 0     |
| 2014/15 | CSKA Moskou | Premjer-Liga | 30    | 0     |
| 2015/16 | CSKA Moskou | Premjer-Liga | 30    | 0     |
| 2016/17 | CSKA Moskou | Premjer-Liga | 29    | 0     |
| 2017/18 | CSKA Moskou | Premjer-Liga | 28    | 0     |
| 2018/19 | CSKA Moskou | Premjer-Liga | 30    | 0     |
| 2019/20 | CSKA Moskou | Premjer-Liga | 11    | 0     |
| Totaal  | Totaal      | Totaal       | 438   | 0     |

Bijgewerkt tot en met het seizoen 2018/19

## Erelijst

### Met CSKA
- Premjer-Liga: 2003, 2005, 2006, 2012/2013, 2013/14, 2015/16
- Beker van Rusland: 2004/05, 2005/06, 2007/08, 2008/09, 2010/11, 2012/13
- Russische supercup: 2004, 2006, 2007, 2009, 2013, 2014
- UEFA Cup: 2004/05

### Persoonlijke prijzen
- Beste speler in de voormalige Sovjet-Unie in 2005